# Kleinsporige kogelzwam
De kleinsporige kogelzwam (Hypoxylon howeanum) is een schimmel behorend tot de familie Hypoxylaceae. Hij leeft saprotroof op dode stammen en takken van veel loofboomsoorten. In Nederland is hij bekend van esdoorn (Acer), berk (Betula), es (Fraxinus), eik (Quercus) en Prunus. Hij kom niet voor op beuk (Fagus sylvatica), waarop macroscopisch niet te onerscheiden is van het algemeen voorkomende roestbruine kogelzwam (Hypoxylon fragiforme).

## Kenmerken
Vruchtlichamen
Bijna vruchtlichamen zijn rond of halfrond, afgeplat. Een enkele heeft een diameter van 3 tot 8 mm en een hoogte van 2 tot 6 mm. Naburige exemplaren versmelten vaak met elkaar en vormen een onregelmatig gevormde tros. Roestkleurig oppervlak met donkere steenrode sinussen. Er zijn slecht zichtbare uitsteeksels van perithecia en witte (wanneer ze jong zijn) papillen ertussen. Onder het oppervlak van de onderstammen zijn er oranjerood. Onder de perithecia is de ringkern zwart.
Perithecia
Eivormig, verzonken in de onderstam. Ze hebben een diameter van 0,2 tot 0,4 mm, een hoogte van 0,3 tot 0,5 mm. Ostiola zijn zwart of met de kleur van de onderstam, gelegen onder de onderstam. De asci zijn 93–144 μm groot. De daarin gevormde sporen zijn bruin, ellipsvormig en ongelijkmatig. Ze zijn 6,8–8,8 × 3,4–4,8 µm (gemiddelde = 7,6 × 3,8 µm).

## Verspreiding
De kleinsporige kogelzwam komt voor op alle continenten (behalve Antarctica) en op veel eilanden.
In Nederland komt hij algemeen voor. Hij staat niet op de rode lijst en is niet bedreigd.

## Foto's

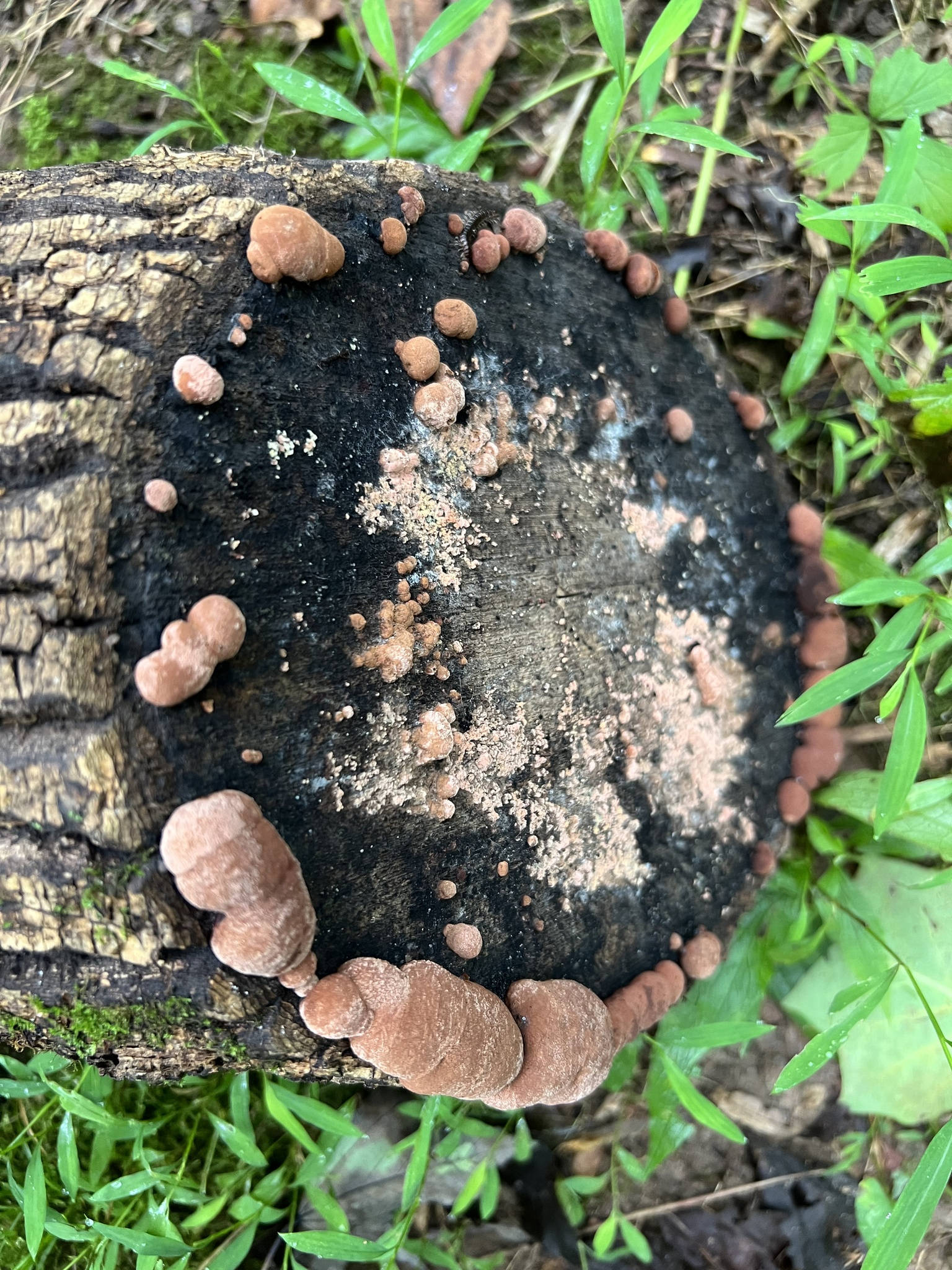
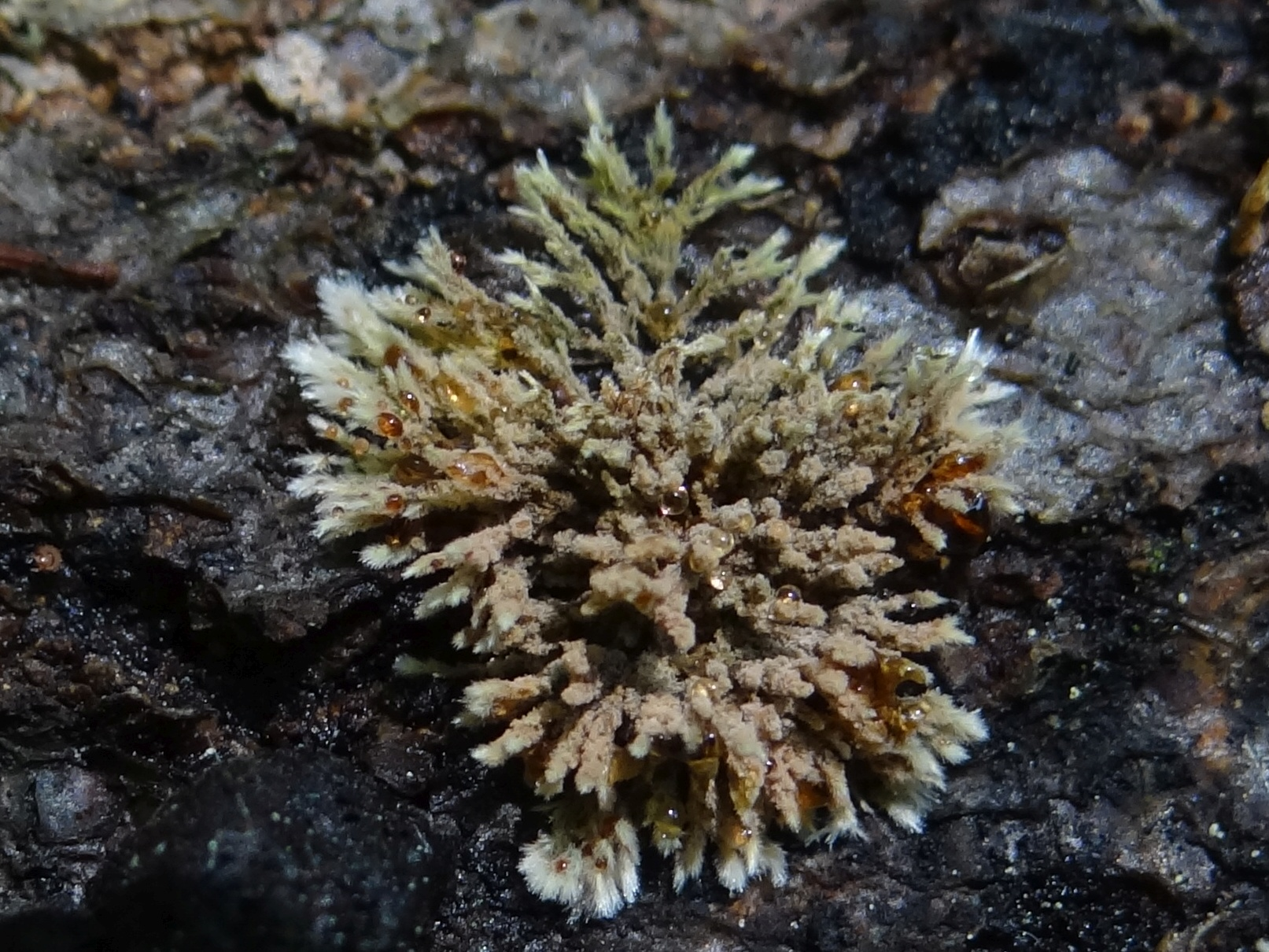
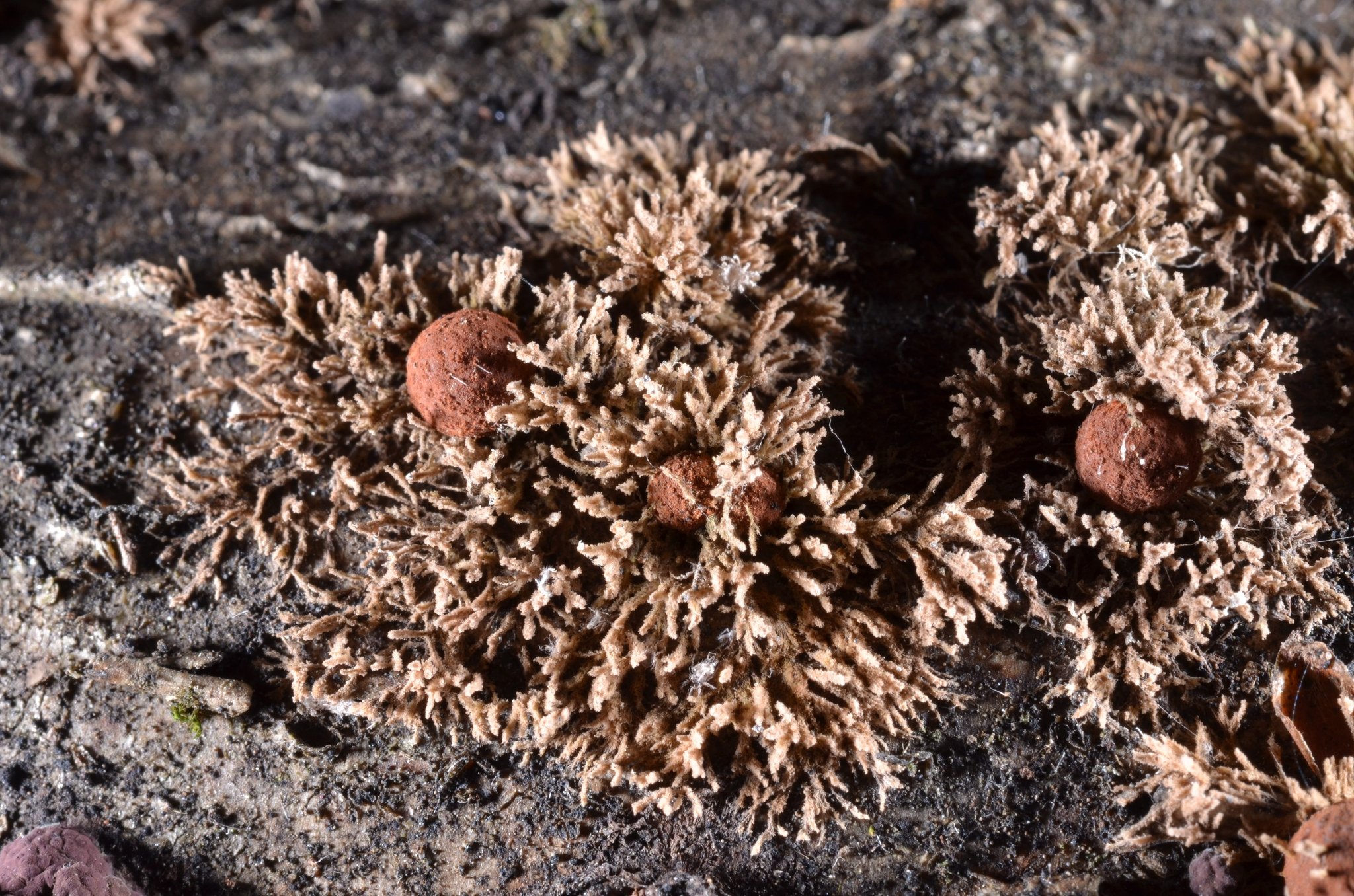
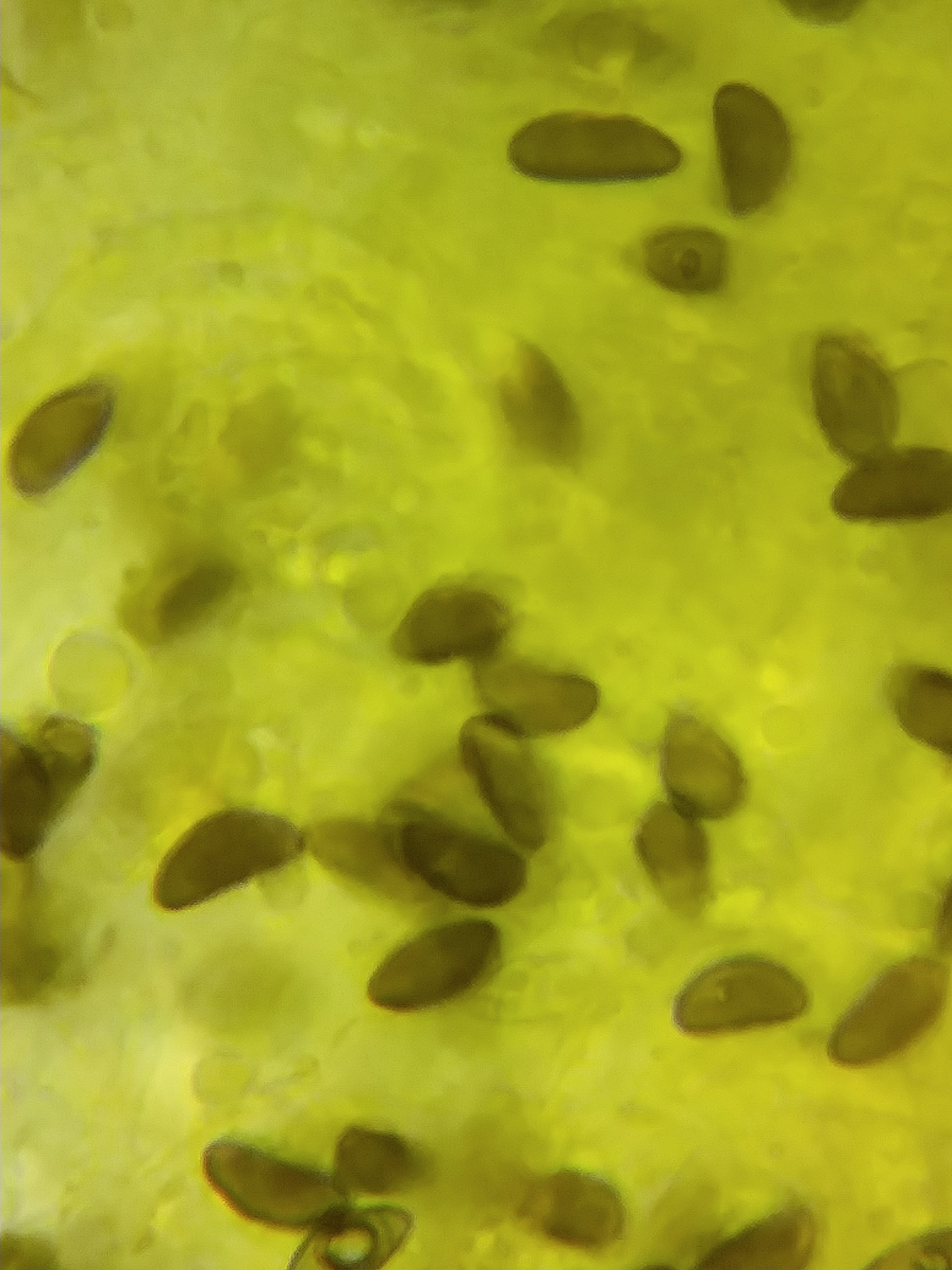
Sporen